# Pixel 2
Pixel 2 та Pixel 2 XL — Android-смартфони, розроблені та реалізовані компанією Google у рамках своєї лінійки пристроїв Pixel і вироблялися компанією HTC та LG Electronics відповідно. Анонсовані 4 жовтня 2017 року, вони є наступниками Pixel та Pixel XL. Pixel 2 разом з Pixel 2 XL служив пристроями для запуску пристроїв Android 9 Pie, які представили оновлений інтерфейс, покращення продуктивності, покращення інтеграції Google Assistant та інші нові функції. В даний час це один з небагатьох телефонів, який може підключатися до Project Fi (тільки для моделей північноамериканських країн).
9 жовтня 2018 р. компанія Google представила своїх наступників — Pixel 3 та Pixel 3 XL.

## Характеристики

### Апаратне забезпечення
Смартфон працює на базі вісьмиядерного процесора від компанії Qualcomm Snapdragon 835, що працює із тактовою частотою 2.45 ГГц (архітектура Kryo 280), графічний процесор — Adreno 540. Оперативна пам'ять — 4 ГБ типу LPDDR4X і вбудована пам'ять — 64 і 128 ГБ (слот розширення пам'яті відсутній). В апарат вбудовано 12.2-мегапіксельну основну камеру, що може знімати 4К-відео із частотою 30 кадрів на секунду, Full HD-відео (1080p) із частотою 120 кадрів на секунду, і фронтальною 8-мегапіксельною камерою.
Дані передаються бездротовими модулями Wi-Fi (802.11 a/b/g/n/ac), Bluetooth 5.0. Підтримує мобільні мережі 4-го покоління (LTE), вбудована антена стандарту A-GPS + ГЛОНАСС.
Pixel 2 оснащений 5-дюймовим екраном із роздільною здатністю 1920×1080 пікселів, тобто із щільністю пікселів 441 ppi, що виконаний за технологією AMOLED, коли Pixel 2 XL оснащений 6-дюймовим екраном із роздільною здатністю 2880×1440 пікселів, тобто із щільністю пікселів 538 ppi, що виконаний за технологією P-OLED. В обох моделей дисплей захищений склом Corning Gorilla Glass 5.
Pixel 2 працює від літій-іонного акумулятора ємністю 2700 мА·год, і важить 143 грами, а Pixel 2 XL — від Li-Ion акумулятора ємністю 3520 мА·год, що може пропрацювати у режимі очікування 16 днів, у режимі розмови — 26 годин, і важить 175 грамів.

### Програмне забезпечення
Смартфони постачаються із встановленою операційною системою власного виробництва Google — Android 8.0 Oreo. У цій версії була збільшена продуктивність, змінений інтерфейс, розробник додав нові можливості.
Лінійка Pixel 2 отримала нову функцію під назвою «Активні краї», завдяки якій можна викликати Google Assistant зжиманням бокових граней смартфона. Ця особливість аналогічна функції в смартфоні HTC U11 під назвою «Edge Sense».
Смартфони були випущені разом із новою програмою Google Об'єктив. Програма дозволяє знаходити інформацію завдяки візуальному контенту з камери смартфона. Функція «Зараз грає» дозволяє автоматично виявляти музику через мікрофон, і відображати її на екрані блокування.
5 грудня 2017 смартфони отримали оновлення до Android 8.1 Oreo.

## Проблеми
1. Деякі Pixel 2 XL в ранніх партіях мали сині екрани, які замінила Google.
2. Деякі користувачі повідомляли про те, що дисплей має проблеми із сенсорною чутливістю по краях екрану.
3. Багато користувачів повідомили про спонтанні невиправні циклічні перезавантаження. Проблема здавалася більш помітною після поновлення до Android 8.1, але користувачі Android 9 також повідомили, що постраждали. Не виявлено чіткої закономірності серед постраждалих пристроїв, і жодної заяви, яка визначить постраждалі пристрої, не було зроблено LG. Проте це було визначено як апаратне питання. LG надала гарантійний ремонт і заміни тим, хто зазнав впливу, а деякі клієнти отримали повне відшкодування, чи відремонтували пристрій за власний кошт.